# Histoire des langues
 (juin 2025).

## Origine du langage dans l'histoire

### Dans la religion et dans la mythologie

La Tour de Babel par Pieter Brueghel l'Ancien (1563)

La question de l'origine du langage est explorée dans différentes mythologies. Les plus connues d'entre elles n'attribuent pas l'invention du langage à l'Homme et font parfois référence à une langue divine ayant précédé le langage humain. On y retrouve aussi parfois des langues mystiques utilisées pour communiquer avec la nature ou les esprits et particulièrement en vogue durant le Renaissance, comme par exemple la langue des oiseaux.
Dans l'Hindouisme, la déesse Vāc est désignée comme la déesse de la parole ou « parole incarnée », elle joue ainsi le rôle de « Mère des Védas ». Dans certains mythes Aztèques, deux divinités, Coxcox et Xochiquetzal, sont les derniers survivants d'un déluge. Ils donnent naissance à de nombreux enfants, tous muets, mais un jour une colombe leur confère le don de la parole, mais tous parlent une langue différente et aucun d'entre n'est alors capable de comprendre les autres.
Dans l'Ancien Testament, le livre de la Genèse (chapitre 11) décrit la manière dont Dieu met fin à la construction de la tour de Babel, par un miracle faisant que chaque personne qui œuvrait à sa construction se met subitement à parler une langue différente des ses comparses. A la suite de cet épisode, différentes populations se regroupent en fonction des langues nouvellement créées, proposant une explication à l'origine des langues et des nations en dehors du Croissant fertile.

### Expériences
On dénombre de multiples cas d'expériences cherchant à découvrir l'origine du langage. La première de ce genre est relatée par Hérodote (Histoires 2.2). Il rapporte que le pharaon Psammétique (probablement Psammétique Ier, VIIe siècle avant J.-C.) a fait élever deux enfants par un berger, lui demandant de ne jamais parler en leur présence et d'attendre pour savoir quels seraient leurs premiers mots. Lorsqu'il entendit l'un des enfants crier « bekos » en tendant les bras, le berger conclut que ce dernier parlait phrygien, car il venait de prononcer le mot phrygien utilisé pour « pain ». De cela, Psammétique conclut que la langue originelle était le phrygien. Jacques IV d'Écosse aurait aussi mené une expérience similaire ; ses enfants auraient parlé leurs premiers mots en hébreu. Les empereurs Frédéric II et Akbar auraient aussi tenté des expériences similaires ; les enfants impliqués dans ces expériences n'auraient pas parlé.

### Histoire de la recherche
La linguistique moderne ne date que de la fin du XVIIIe siècle, et les théories romantiques et animistes de Johann Gottfried Herder et de Johann Christoph Adelung sont restées influentes pendant une grande partie du XIXe siècle. Alors que la question de l’origine du langage semblait imperméable aux approches méthodiques, en 1866, la Société linguistique de Paris a interdit toute discussion sur l’origine du langage, considérant que la question ne pouvait trouver aucune réponse. Une approche de plus en plus systématique de la linguistique historique s'est développée au cours du XIXe siècle, atteignant son apogée avec l'école néogrammairienne de Karl Brugmann entre autres. Cependant, l'intérêt des chercheurs pour la question de l'origine du langage ne s'est ravivée progressivement qu'à partir des années 1950  en développant des idées comme la grammaire universelle, la comparaison de masse et la glottochronologie.
L'origine du langage est aujourd'hui considérée comme un sujet d'étude à part entière du fait du développement des recherches en neurolinguistique, en psycholinguistique et en évolution humaine. La revue Bibliographie Linguistique créé une rubrique dédiée à l'« Origine du langage »  en 1988, qu'elle classe en tant que sous-domaine de la psycholinguistique. Les instituts de recherche dédiés à la linguistique évolutionniste sont un phénomène récent, apparu seulement au cours des années 1990.